# Attie Schwartzel
Adrian Schwartzel (Pretoria, 1 januari 1973) is een golfprofessional uit Zuid-Afrika. Hij is de zoon van George en Lizette en een jongere broer van Charl Schwartzel. Hij wordt Attie genoemd en hij speelt sinds 2008 op de Sunshine Tour. Ook zijn belangen worden behartigd door International Sports Management. 

## Carrière

### Gewonnen
- 2006: Ekurhuleni Open op Benoni
- 2007: Ekurhuleni Open , Northern Open Amateur strokeplay op Modderfontein

### Teams
- All Africa Team Championship